# Eric Van Lustbader
Eric Van Lustbader, född 24 december 1946, i New York (USA) är en amerikansk författare. Under en period var han på bokomslagen känd som Eric Lustbader alternativt Eric V. Lustbader, då "Van" enligt honom själv är ett mellannamn och inte en del av efternamnet.
Lustbader hade publicerat ett par fantasyböcker, innan han slog igenom 1980 med dramathrillern Ninja, den första boken om japan-amerikanske ninjamästaren Nicholas Linnear, som kom att figurera i fem uppföljare. Ninja låg 22 veckor på New York Times bästsäljarlista. Sedan dess har han skrivit ytterligare bästsäljare. Bland annat har han fortsatt att skriva på den fantasyserie, Sunset Warrior, som han påbörjade 1977. Under 1980-talet skrev han även två böcker om China Maroc och flera fristående romaner, såsom Sirens (1981), Zero (1987), Black Blade (1992). De flesta av hans romaner har anknytningar till Japan, men få om någon lyckades bli lika framgångsrik som Ninja. År 2001 utgavs den första boken i en ny fantasyserie, The Pearl Saga.

## Bourne-serien
Efter Robert Ludlums död anlitades Lustbader av Robert Ludlums dödsbo att skriva uppföljare till romanerna om Jason Bourne. Det har blivit fem stycken hittills. The Bourne Legacy (2004), The Bourne Betrayal (2007), The Bourne Sanction (2008), The Bourne Deception (2009) och The Bourne Objective (2010). Med hjälp av dessa har han lyckats ta sig tillbaka in på bästsäljarlistorna igen, efter en rad böcker vars försäljningar inte nådde upp till förväntan. Hans senaste "egna" bok är The Testament (2006).

## Om författaren
Lustbader har examen i sociologi från Columbia College och är reiki-mästare. Han är gift med Victoria Lustbader, som romandebuterade 2006 med boken Hidden.